# Киричок, Николай Вячеславович
Никола́й Вячесла́вович Киричо́к (укр. Микола Вячеславович Киричок; 16 мая 2006, Ямполь) — украинский футболист, защитник львовских «Карпат».

## Клубная карьера
Киричок начал свою футбольную карьеру в детско-юношеских командах «Волынь», «ВИК-Волынь» и «Львов». В 2022 году дебютировал на взрослом уровне, выступая за аматорскую команду «Львов» в чемпионате Львовской области. В сезоне 2022/23 играл за юношескую команду «Львова» в юношеском чемпионате Украины U-19.
14 мая 2023 года впервые попал в заявку основной команды «Львова» на матч Премьер-лиги Украины против «Ворсклы», но остался на скамейке запасных. Дебютировал в Премьер-лиге 21 мая 2023 года в матче против «Руха», выйдя на замену на 90+1-й минуте.
В июле 2023 года перешёл в «Минай», где играл в юношеском чемпионате Украины. 27 сентября 2023 года дебютировал за основную команду в матче 1/8 финала Кубка Украины против сумской «Виктории», проведя на поле весь матч.
12 марта 2024 года стал игроком возрождённых львовских «Карпат». До конца сезона 2023/24 дважды попадал в заявку основной команды, но игровую практику получал в «Карпатах-2», за которые провёл 8 матчей во Второй лиге Украины. Сезон 2024/25 начал в составе юношеской команды «Карпат» U-19.

## Карьера в сборной
Вызывался в юношеские сборные Украины: U-18 и U-20. Дебютировал за сборную U-18 6 сентября 2023 года в матче против сборной США U-17. В общей сложности провёл 3 матча за U-18 и 2 матча за U-20.